# Andrej Solomennikov
Andrej Aleksandrovitsj Solomennikov (Russisch: Андрей Александрович Соломенников; Izjevsk, 10 juni 1987) is een Russisch wielrenner die anno 2017 rijdt voor Gazprom-RusVelo.
In 2013 werd Solomennikov tijdens de Russische kampioenschappen betrapt op het verboden middel fenoterol. Omdat deze stof vanwege een fout van de ploegdokter in zijn lichaam terecht was gekomen werd Solomennikov door de Russische bond voor slechts zes maanden geschorst.

## Overwinningen
2007
Grote Prijs San Giuseppe
2009
 Russisch kampioen op de weg, Beloften
2011
1e etappe Vijf ringen van Moskou
Coppa della Pace
2012
3e etappe Circuit des Ardennes (ploegentijdrit)
Eindklassement Ronde van Loir-et-Cher
2014
Memorial Oleg Djatsjenko
Eindklassement Vijf ringen van Moskou
2015
Krasnodar-Anapa

## Resultaten in voornaamste wedstrijden
| Jaar | Ronde van Italië | Ronde van Frankrijk | Ronde van Spanje |
| ---- | ---------------- | ------------------- | ---------------- |
| 2014 |                  |                     |                  |
| 2015 |                  |                     |                  |
| 2016 | 127e             |                     |                  |
| 2017 |                  |                     |                  |

| Jaar | Ronde van Lombardije |  | WK op de weg |
| ---- | -------------------- |  | ------------ |
| 2014 |                      |  | opgave       |
| 2015 |                      |  |              |
| 2016 | 56e                  |  |              |
| 2017 |                      |  |              |

## Ploegen
- 2008 –  Katjoesja
- 2009 –  Katjoesja Continental Team
- 2010 –  Itera-Katjoesja
- 2011 –  Itera-Katjoesja
- 2012 –  Itera-Katjoesja
- 2013 –  RusVelo
- 2014 –  RusVelo
- 2015 –  RusVelo
- 2016 –  Gazprom-RusVelo
- 2017 –  Gazprom-RusVelo

Bojev · Firsanov · Klimov · Jersjov · Kotsjetkov · I. Kovaljov · J. Kovaljov · Krasnov · Majkin · Manakov · Mironov · Ovetsjkin · Pomosjnikov · Rybakov · Savitski · Serov · Solomennikov · Tatarinov · Zakarin
Balykin · Bojev · Firsanov · Jersjov · Klimov · Krasnov · Kritski · Lagoetin · Majkin · Ovetsjkin · Pomosjnikov · Pozdnjakov · Serov · Solomennikov · Tatarinov · Zakarin
Arslanov · Balykin · Bojev · Firsanov · Foliforov · Ignatenko · Jersjov · Jevtoesjenko · Koerbatov · Koestadintsjev · Komin · Majkin · Nikolajev · Nytsj · Ovetsjkin · Pozdnijakov · Rybakov · Savitski · Serov · Solomennikov · Stasj
Arslanov · Bojev · Firsanov · Foliforov · Jersjov · Jevtoesjenko · Koerbatov · Koestadintsjev · Kolobnev · Majkin · Manakov · Nikolajev · Nytsj · Ovetsjkin · Rybalkin · Savitski · Serov · Sjaloenov · Solomennikov · Stasj · Svesjnikov · Zakarin
Arslanov · Bojev · Broett · Firsanov · Foliforov · Jersjov · Kozontsjoek · Lagoetin · Majkin · Nikolajev · Nytsj · Ovetsjkin · Porsev · Rovny · Rybalkin · Savitski · Sjaloenov · Solomennikov · Svesjnikov · Troesov · Vorobjov · Zakarin · Kobernjak (stagiair) · Koerjanov (stagiair) · Tsjerkasov (stagiair)